# Streifenbeutelmäuse
Die Streifenbeutelmäuse (Phascolosorex) sind eine Beuteltiergattung aus der Familie der Raubbeutler (Dasyuridae). In dieser Gattung werden zwei Arten, die Schmalstreifen-Streifenbeutelmaus (Phascolosorex dorsalis) und die Rotbauch-Streifenbeutelmaus (Phascolosorex doriae) zusammengefasst.

## Merkmale
Streifenbeutelmäuse haben äußere Ähnlichkeiten mit Spitzmäusen, mit denen sie aber nicht verwandt sind. Ihr Fell ist orangebraun oder graubraun gefärbt, ein auffälliger schmaler, schwarzer Streifen verläuft entlang des Rückens von der Schnauze bis zum Schwanz. P. dorsalis ist mit 13 bis 17 Zentimetern Kopfrumpflänge die kleinere Art und hat einen bräunlich gefärbten Bauch und braune Füße, während P. doriae eine Kopfrumpflänge von 17 bis 22 Zentimetern, einen roten Bauch und schwarze Füße aufweist. Der gleichmäßig behaarte Schwanz wird ungefähr ebenso lang wie der Körper.

## Verbreitung und Lebensweise
Über die Lebensweise der Streifenbeutelmäuse ist kaum etwas bekannt. Beide Arten bewohnen Regenwälder in Neuguinea, P. dorsalis höher gelegene Gebiete bis in 3100 Meter Seehöhe, P. doriae niedriger gelegene Regionen in 900 bis 1900 Meter Seehöhe. Sie leben auf dem Boden und sind im Gegensatz zu den meisten anderen Raubbeutlern vorwiegend tagaktiv. Ihre Nahrung dürfte aus Insekten und anderen Wirbellosen, eventuell auch aus kleinen Wirbeltieren bestehen.
Über den Gefährdungsgrad gibt es keine sicheren Angaben. Während P. dorsalis relativ häufig ist, gilt P. doriae als seltene Art, die IUCN listet sie unter „data deficient“ – zu wenig Daten vorhanden.